# 楊杰
楊 杰（よう けつ）は、中華民国の軍人・外交官・政治家。ペー族（白族）。雲南派出身の軍人で、後に国民革命軍の北伐で要職を務め、蔣介石の腹心と目されるようになった。しかし晩年は蔣から離れ、国共内戦に反対している。字は耿光。

## 事跡

### 雲南派から国民軍へ
1900年（光緒26年）、大理数文書院に入学し、5年後に卒業した。その後、雲南陸軍講武堂に入学し、さらに保定北洋軍官学堂に転入、軍事を学んでいる。1911年（宣統3年）春、日本へ留学し、陸軍士官学校第10期砲兵科で学んだ。このときに中国同盟会に加入している。同年の武昌起義（辛亥革命）勃発を受けていったん帰国し、武昌で革命派の北伐聯軍総務部次長を務めた。まもなく日本に戻って復学し、1913年に卒業した。
帰国後の楊杰は、貴州都督を務めていた雲南派指導者・唐継尭に属し、貴州武威軍歩兵第10団団長に任ぜられる。以後、貴州騎兵第1団団長、滇軍第9旅旅長、重慶衛戍司令官兼四川省政務庁庁長などを歴任した。1915年（民国4年）12月、護国戦争が勃発すると、唐率いる護国軍第3軍第2梯団第5混成支隊長に任ぜられ、後に第4軍参謀長兼第1縦隊司令として四川省東部へ出撃している。護国戦争終結後、陸軍中将位を授与された。
1917年（民国6年）、楊杰は一度は北京政府で職に就いたが、まもなく昆明に戻って唐敬尭に再び属する。靖国聯軍第4軍参謀長、靖国軍中央軍総指揮兼瀘州衛戍司令、靖国聯軍高級顧問、雲南陸軍講武学校（講武堂の後身）教官を歴任した。1920年、再び日本に留学して陸軍大学校で学び、1923年に卒業した。翌年に帰国すると、奉天派指導者・張作霖の下に向かい、上校参謀に任ぜられる。同年冬に馮玉祥が国民軍を結成すると、楊はその下に転じて孫岳率いる国民軍第3軍で参謀長に任ぜられた。1925年（民国14年）9月、国民軍前敵指揮官兼河南軍官教育団教育長となっている。

### 蔣介石腹心の軍人へ
1926年（民国15年）5月、楊杰は程潜率いる国民革命軍第6軍総参議に任命されて北伐に参戦し、まもなく第6軍第7師師長となる。翌年、第6軍副軍長に昇進した。同年に第6軍が南京を攻略すると、総司令部淮南行営主任兼総予備隊指揮官に転じている。南京事件を起こして程潜が失脚し、8月に第6軍が第18軍に改組されると、楊が同軍軍長に起用された。北伐最終盤の1928年（民国17年）3月、軍事委員会常務委員兼弁公庁主任に抜擢され、翌月には第1集団軍総司令部総参謀長に昇進している。以後、楊は蔣介石直属の腹心とみなされることになった。10月、北平憲兵学校校長に任ぜられている。
1929年（民国18年）11月、楊杰は唐生智討伐軍の総指揮に任ぜられ、これに勝利後、洛陽行営主任兼第10軍軍長に転じた。翌1930年（民国19年）2月には長江要塞総司令に起用され、同年5月に中原大戦が勃発すると、第2砲兵集団指揮官、総司令部総参謀長を歴任して、蔣介石の勝利に貢献している。1931年（民国20年）11月、中国国民党第4期中央執行委員に選出された。
1932年（民国21年）1月、楊杰は陸軍大学校長に任ぜられ、後に校長に蔣介石が就任したため楊は教育長に移ったものの、現場の指揮は楊がとっている。翌年、軍政委員会北平分会参謀長、第8軍団総指揮に任ぜられた。9月、欧州軍事考察団団長として欧州各国を歴訪し、1934年秋に帰国、陸軍大学教育長に復任している。12月、国民政府軍事委員会参謀次長、防空委員会主任を兼任した。翌1935年（民国24年）4月、陸軍中将に昇進し、11月には国民党第5期中央執行委員に再選されている。

### 国共内戦への反対
1937年（民国26年）8月、楊杰は実業考察団団長としてソビエト連邦を訪問した。10月、陸軍上将銜を授与される。翌1938年（民国27年）5月、駐ソ大使に任ぜられ、1940年4月まで務めた。帰国後は中央訓練団教官に任ぜられ、1944年（民国33年）には軍事代表団団長として欧米各国を再び歴訪している。翌年5月、国民党第6期中央執行委員に再選された。
日中戦争（抗日戦争）終結後、楊杰は国共内戦の推進に反感を覚え、蔣介石から離反していく。1945年中には、譚平山らと三民主義同志聯合会を結成した。その後、国民政府戦略顧問委員会、行憲国民大会代表を経て、1948年に中国国民党革命委員会（民革）中央執行委員となる。以後、雲南派の元指導者である竜雲と共に香港を拠点に活動し、雲南省政府主席盧漢に起義を働きかけた。1949年（民国38年）6月には、中国共産党から中国人民政治協商会議第1期全体会議代表としての出席を呼びかけられている。
ところが同年9月19日、楊杰は香港において国民党特務機関の刺客により狙撃、暗殺されてしまった。享年61（満60歳）。1982年6月5日、中華人民共和国民政部は楊を「革命烈士」として追認している。著書に『国防新論』、『軍事と国防（原題：軍事與國防）』、『国民軍事必読』、『ソ連の国防政策（原題：蘇聯的國防政策）』、『戦争抉要』、『総司令学』、『孫子浅釈』、『欧州各国軍事考察報告』などがある。